# شانون كول
شانون كول (بالإنجليزية: Shannon Cole) مواليد 4 أغسطس 1984 في سيدني، هو لاعب كرة قدم أسترالي يلعب مع نادي وسترن سيدني واندررز لكرة القدم كمدافع.

## مرحلة الشباب

### أندية لعب لها
- سيدني تايغرز

## المسيرة الاحترافية

### أندية لعب لها
- وايتاكيري يونايتد
- نادي سيدني أوليمبيك
- سيدني إف سي
- نادي وسترن سيدني واندررز لكرة القدم

## روابط خارجية
- شانون كول على موقع الاتحاد الدولي (مؤرشف)  (الإنجليزية)
- شانون كول على موقع قاعدة بيانات كرة القدم.إي يو (الإنجليزية)
- شانون كول على موقع ناشيونال فوتبول تيمز (الإنجليزية)
- شانون كول على موقع عالم كرة القدم.نت (الإنجليزية)